# X (album The 69 Eyes)
X – dziesiąty (stąd rzymska cyfra X) album studyjny fińskiej grupy The 69 Eyes. Wyprodukowany przez Nuclear Blast w 2012 roku. 

## Lista utworów
| 1.  | Love Runs Away (Bazie, Joakim Övrenius, Jyrki 69, Pat Phoenix)                   | 4:23  |
|     |                                                                                  |       |
| 2.  | Tonight (Bazie, Jimmy Wahlsteen, Joakim Övrenius, Jyrki 69, Pat Phoenix)         | 3:44  |
|     |                                                                                  |       |
| 3.  | Black (Bazie, Joakim Övrenius, Jyrki 69, Pat Phoenix)                            | 4:38  |
|     |                                                                                  |       |
| 4.  | If You Love Me the Morning After (Bazie, Joakim Övrenius, Jyrki 69, Pat Phoenix) | 4:21  |
|     |                                                                                  |       |
| 5.  | Red (Bazie, Jimmy Wahlsteen, Joakim Övrenius, Jyrki 69, Pat Phoenix)             | 3:47  |
|     |                                                                                  |       |
| 6.  | I Love the Darkness in You (Bazie, Jyrki 69)                                     | 3:19  |
|     |                                                                                  |       |
| 7.  | Borderline (Bazie, Jyrki 69)                                                     | 3:54  |
|     |                                                                                  |       |
| 8.  | I'm Ready (Bazie, Jyrki 69)                                                      | 4:10  |
|     |                                                                                  |       |
| 9.  | I Know What You Did Last Summer (Bazie, Joakim Övrenius, Jyrki 69, Pat Phoenix)  | 5:05  |
|     |                                                                                  |       |
| 10. | When a Love Comes to an End (Bazie, Joakim Övrenius, Jyrki 69, Pat Phoenix)      | 3:50  |
|     |                                                                                  |       |
|     |                                                                                  | 41:11 |
|     |                                                                                  |       |

## Single

### Red
| 1. | Red (Radio Edit) | 3:13  |
|    |                  |       |
| 2. | Red              | 3:46  |
|    |                  |       |
|    |                  | 06:59 |
|    |                  |       |

### Borderline
| 1. | Borderline | 3:54  |
|    |            |       |
|    |            | 03:54 |
|    |            |       |

### Love Runs Away
| 1. | Love Runs Away                       | 4:23  |
|    |                                      |       |
| 2. | Dracula's Castle feat. Rudi Protrudi | 4:11  |
|    |                                      |       |
| 3. | Rosary Blue (Edit) feat. Kat Von D   | 4:20  |
|    |                                      |       |
|    |                                      | 12:54 |
|    |                                      |       |

### Tonight
| 1. | Tonight                              | 3:44  |
|    |                                      |       |
| 2. | Dracula's Castle feat. Rudi Protrudi | 4:11  |
|    |                                      |       |
| 3. | Rosary Blue (Edit) feat. Kat Von D   | 4:20  |
|    |                                      |       |
|    |                                      | 12:15 |
|    |                                      |       |

### Rosary Blue
| 1. | Rosary Blue (feat. Kat Von D) (Edit) | 4:20  |
|    |                                      |       |
|    |                                      | 04:20 |
|    |                                      |       |